# Національний парк Гремпіанс
Національний парк Гремпіанс — національний парк у Вікторії, Австралія, розташований за 235 км на захід від Мельбурна. Парк було включено до списку національних парків Австралії 15 грудня 2006 року.
Він отримав свою назву 1836 року з легкої руки генерал-губернатора Нового Південного Уельсу Сера Томаса Мітчелла за аналогією з Гремпіанськими горами у його рідній Шотландії.

## Географія

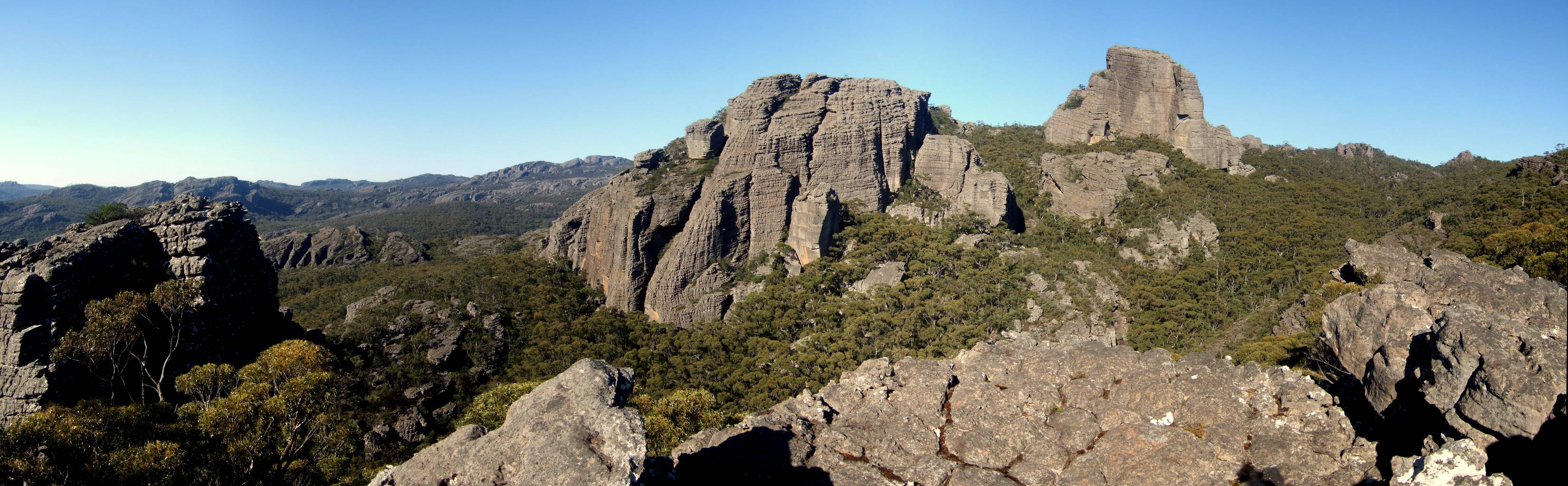
Західна частина парку зі скелястими утвореннями, відомими як Пряма фортеця

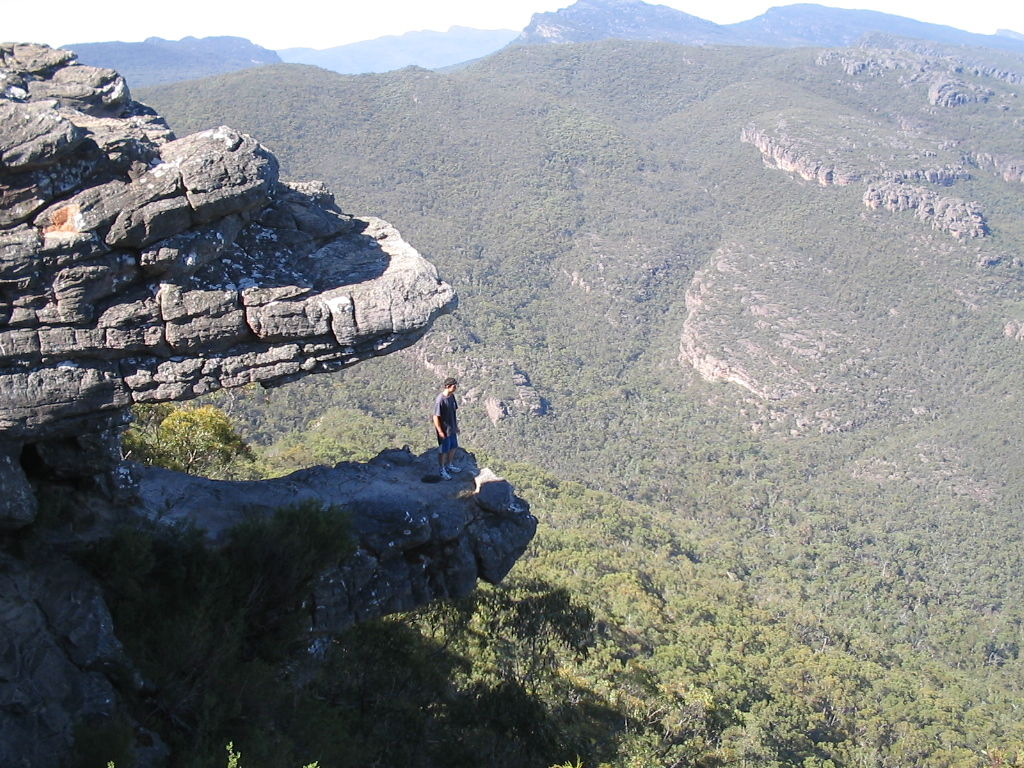
Балкони, відомі раніше як «Карнизи смерті»

Навесні головним чинником, що приваблює туристів є цвітіння польових квітів. Також тут процвітає скелелазіння.

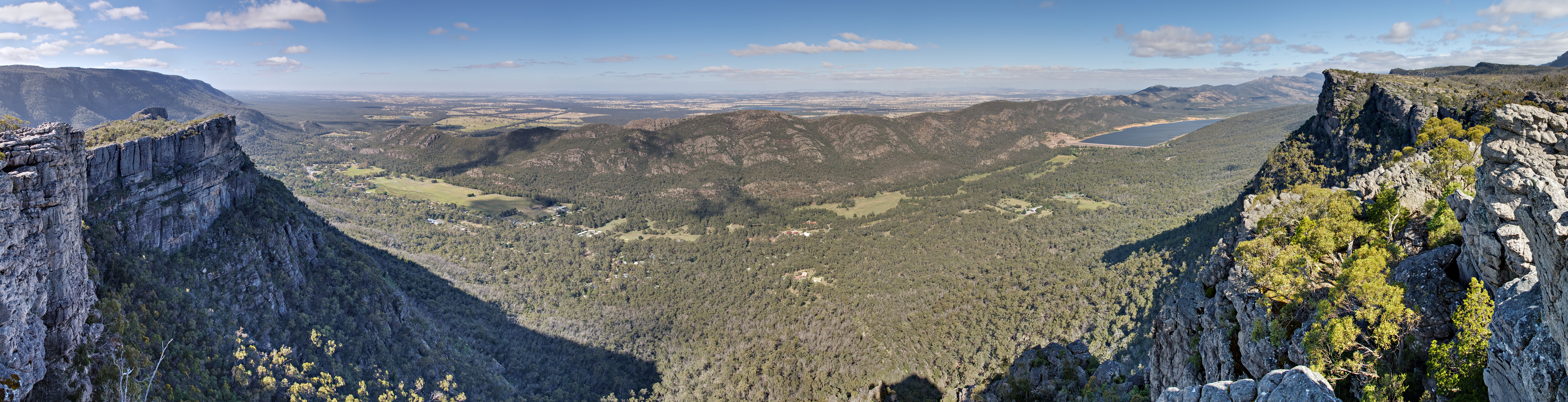
Панорама парку

## Культурне значення
Парк є природним зібранням наскельного живопису австралійських аборигенів.
Найвідомішими примірниками є «картини» у:
- Billimina (Гленайла)
- Jananginj Njani (Табір «Нога Ему»)
- Manja (Печера Рук)
- Larngibunja (Печера Риб)
- Ngamadjidj (Печера Привидів)
- Gulgurn Manja (Плоска скеля).